# Sonate K. 249
La sonate K. 249 (F.197/L.39) en si bémol majeur est une œuvre pour clavier du compositeur italien Domenico Scarlatti.

## Présentation
La sonate K. 249 en si bémol majeur est notée Allegro. Elle forme une paire avec la sonate précédente ouvrant le sixième volume des manuscrits de Parme, où sont présents de nombreux éléments d'inspiration espagnole. Si la K. 248 évoquait la guitare, la K. 249 le fait avec les rythmes, notamment celui de l’oytabado — également présent dans la sonate K. 255 —, dérivé d'une danse populaire portugaise du XVIIIe siècle.
Elle comprend quelque chose d'assez rare chez Scarlatti : l'utilisation du mode mineur dans la partie médiane. Le procédé est courant dans la musique baroque, comme cela se produit avec de nombreuses arias da capo, mais chez Scarlatti ne figure, y compris la présente, que dans une quinzaine de sonates de ce type dans tout le corpus.

## Manuscrits
Le manuscrit principal est le numéro 14 du volume IV de Venise (1754), copié pour Maria Barbara ; l'autre est Parme VI 2.

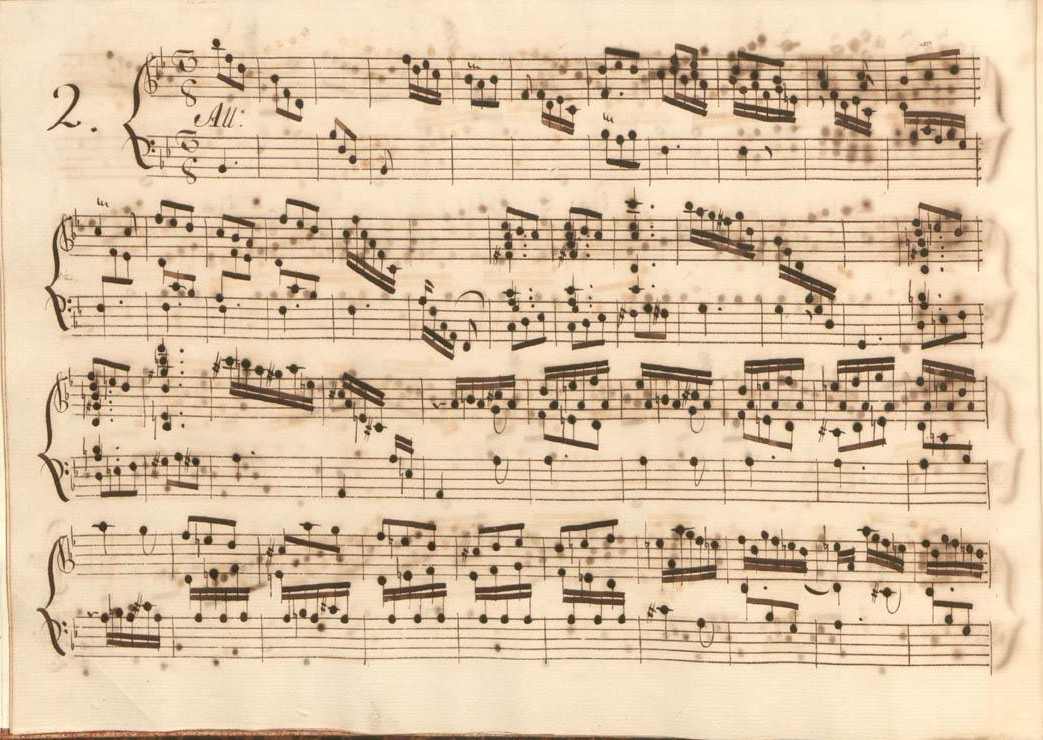
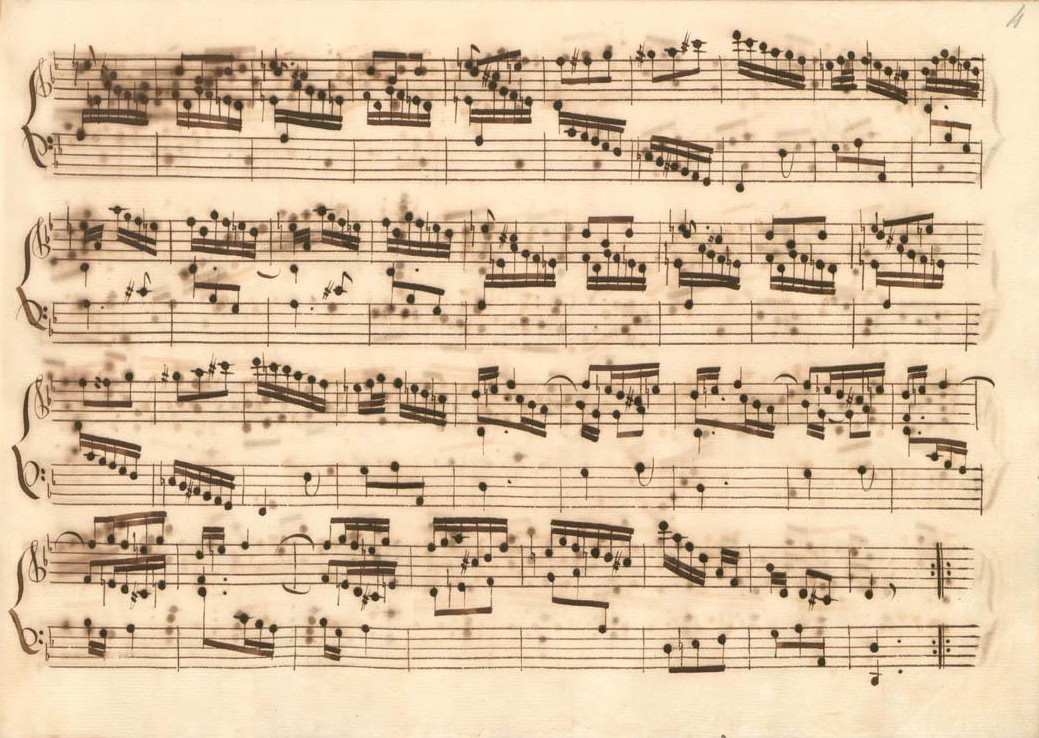

## Interprètes
La sonate K. 249 est défendue au piano notamment par EMI), Linda Nicholson (2004, Capriccio), Carlo Grante (2012, Music & Arts, vol. 3) ; au clavecin par Luciano Sgrizzi (1964, Accord), Ralph Kirkpatrick (1970, Archiv), Scott Ross (1985, Erato), Pierre Hantaï (2002, Mirare, vol. 1), Richard Lester (2002, Nimbus, vol. 2), Pieter-Jan Belder (Brilliant Classics, vol. 6) et Francesco Corti (nl) (2024, Arcana).

## Sources
: document utilisé comme source pour la rédaction de cet article.
- Ralph Kirkpatrick (trad. de l'anglais par Dennis Collins), Domenico Scarlatti, Paris, Lattès, coll. « Musique et Musiciens », 1982 (1re éd. 1953 (en)), 493 p. (ISBN 978-2-7096-0118-4, OCLC 954954205, BNF 34689181).
- Alain de Chambure, « Domenico Scarlatti : Intégrale des sonates — Scott Ross », Erato (2564-62092-2), 1985 (OCLC 891183737) .
- (en) Carlo Grante, « Domenico Scarlatti, intégrale des sonates pour clavier (vol. 3) », p. 14, Music & Arts (CD-1292), 2013 (OCLC 907929504) .